# Avonia recurvata
Avonia recurvata är en tvåhjärtbladig växtart. Avonia recurvata ingår i släktet Avonia och familjen Anacampserotaceae.

## Underarter
Arten delas in i följande underarter:
- A. r. buderiana
- A. r. minuta
- A. r. recurvata